# Jörg Friedrich (Architekt)

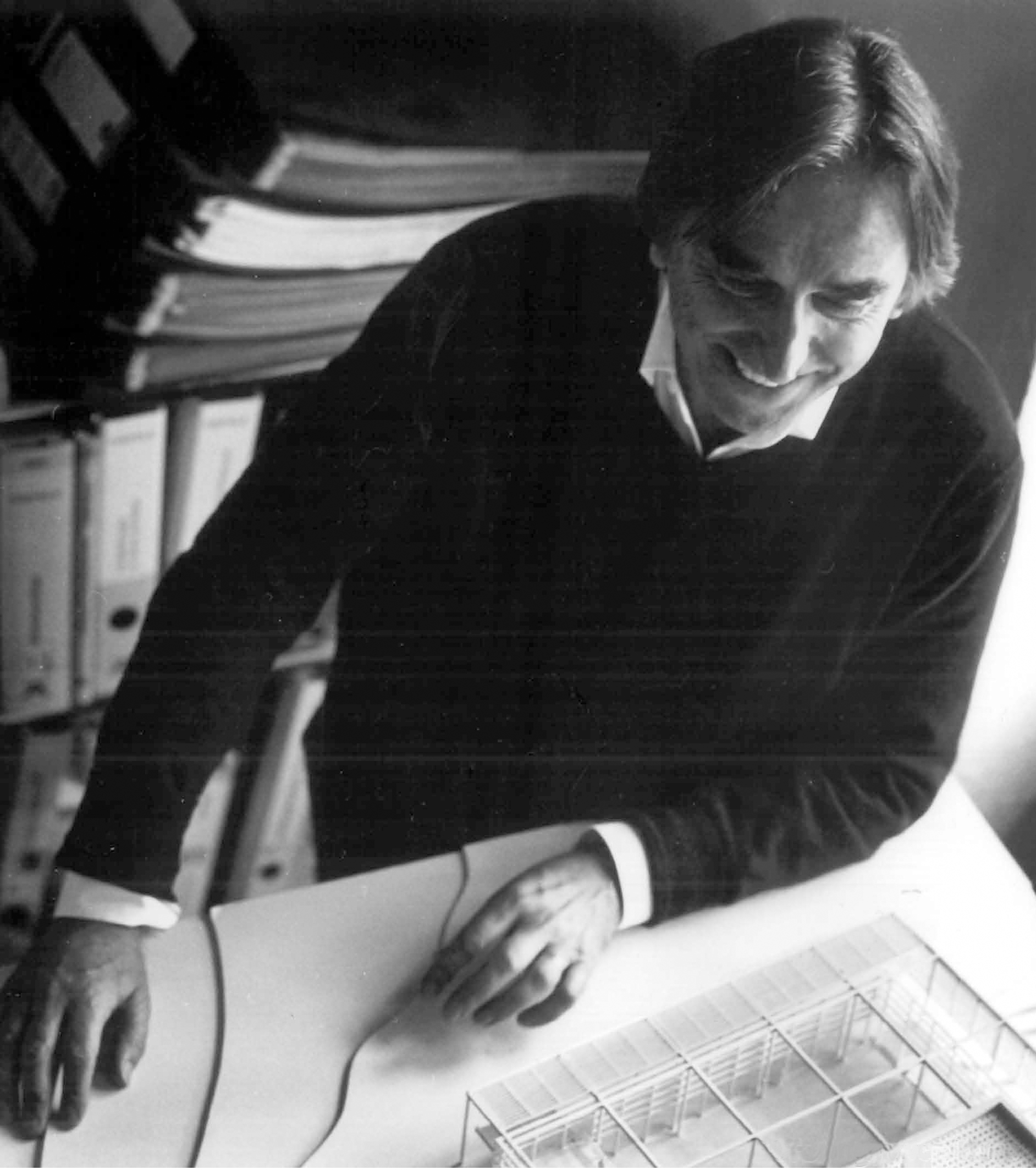
Jörg Friedrich

Jörg Friedrich (* 1951 in Erfurt) ist ein deutscher Architekt und Hochschullehrer.

## Leben
Jörg Friedrich schloss sein Architekturstudium 1978 mit der Diplom-Hauptprüfung an der Universität Stuttgart ab. Einen Teil seiner Studien absolvierte er an den Universitäten von Siena und Perugia (Italien). Nach der Mitarbeit in den Architekturbüros von Peter Poelzig in Berlin und Joachim Schürmann in Köln machte er sich 1980 gemeinsam mit Bernd Sammek, Jürgen Böge und Ingeborg Lindner mit einem Büro in Venedig selbstständig. 1986 gründete Jörg Friedrich das international tätige Architekturbüro pfp-architekten mit Sitz in Hamburg, später auch mit Büros in Genua und Rom.
1983 bis 1986 arbeitete Friedrich mit Luitpold Frommel zusammen an der Bibliotheca Hertziana (Max-Planck-Institut für Kunstgeschichte) in Rom. Jörg Friedrich übernahm anschließend Lehraufträge am Kunsthistorischen Institut der Universität Hamburg. Ab 1988 lehrte Jörg Friedrich als Professor für Entwerfen und Architekturgeschichte in Hamburg, 1992 erhielt er einen Ruf an die RWTH Aachen und übernahm 2000 den Lehrstuhl für Gebäudelehre und Architekturtheorie an der Gottfried Wilhelm Leibniz Universität Hannover.
1992 wurde Jörg Friedrich an die Freie Akademie der Künste in Hamburg berufen und war von 1994 bis 1998 Vorsitzender der Sektion Baukunst. 2005 war er in der Schweiz an der Accademia di Architettura di Mendrisio tätig. 2006 folgte der Ruf in das Kuratorium zum Fritz-Schumacher-Preis in Hamburg. Er ist Mitglied der Dramaturgischen Gesellschaft sowie der Stiftung Baukultur in Berlin. Seit 2013 ist Friedrich Dekan der Fakultät für Architektur und Landschaft an der Gottfried Wilhelm Leibniz Universität Hannover. Jörg Friedrich lebt und arbeitet in Hamburg, Hannover und Rom.

## Bauten und Entwürfe

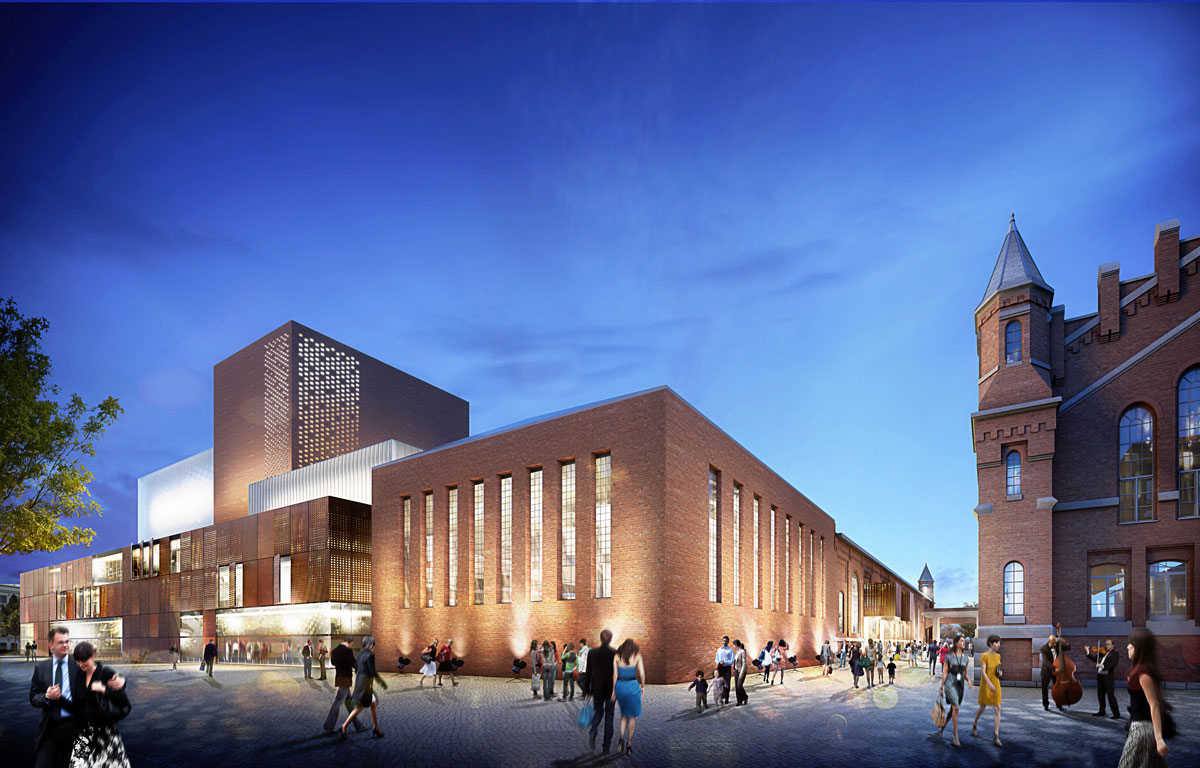
Kulturkraftwerk Mitte Dresden, Entwurf

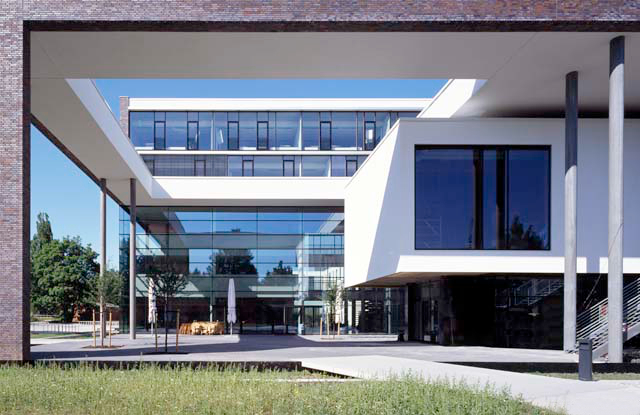
Kompetenzzentrum der Handwerkskammer Hamburg in Hamburg-Harburg

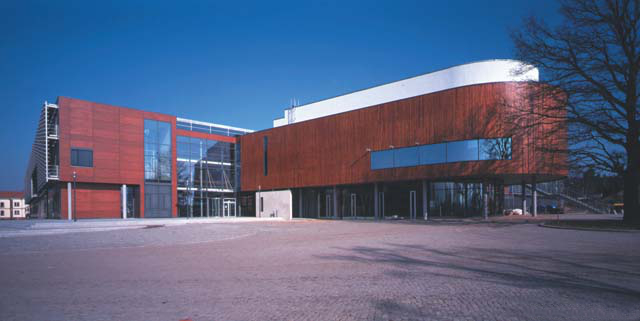
Fortbildungsakademie und Sportzentrum der Offizierschule des Heeres in Dresden

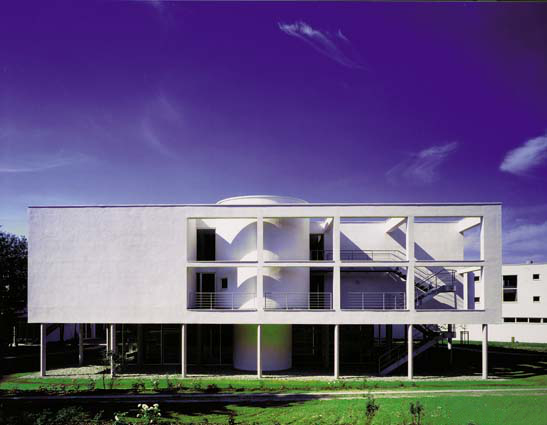
Altenpflegezentrum, Kindergarten und Altenwohnanlage des St.-Loyen-Vereins in Lemgo

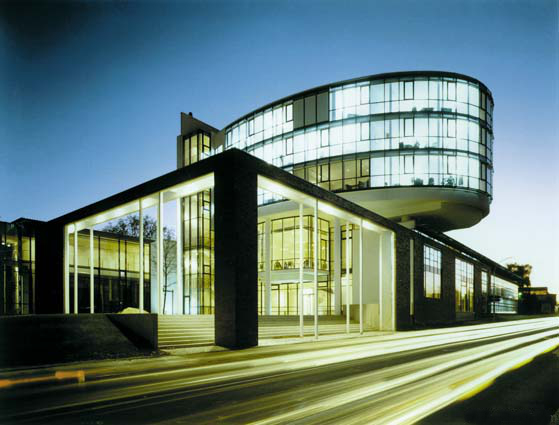
Hauptverwaltung der Stadtwerke in Witten

- 1986: Produktions- und Verwaltungsgebäude der SECA GmbH in Hamburg
- 1992: Hauptverwaltung mit Zentralredaktion der Zeitschrift Der Spiegel am Deichtor in Hamburg
- 1993: Hauptverwaltung der Stadtwerke in Witten[2][3]
- 1997: Altenpflegezentrum, Kindergarten und Altenwohnanlage des St.-Loyen-Vereins in Lemgo[4]
- 1998: Neubauten des Internats am Landesgymnasium St. Afra in Meißen
- 1998: Fortbildungsakademie und Sportzentrum der Offizierschule des Heeres in Dresden[5]
- 2000: Grundschule mit Doppel-Sporthalle in Frankfurt am Main, Rebstock
- 2001: Umbau des Kleinen Festspielhauses in Salzburg
- 2001: Schulzentrum „Piazza delle Erbe“ in Genua / Genova
- 2001: Platzgestaltung und Umbau des Museums „Santa Corona“ in Vicenza
- 2002: Museo Nazionale dell'Audiovisivo (MAV) in Rom
- 2002: Fachhochschule in Salzburg-Urstein
- 2002: Zentraler Hochschulbereich, Mensa und Audimax der Universität Flensburg[6]
- 2003: Theater und Werkstattgebäude in Erfurt[7]
- 2003: Sportzentrum und Wohnbebauung an der Lotharinger Straße in Münster[8]
- 2005: Konzerthalle in Breslau / Wrocław
- 2006: Hauptverwaltung iPost in Rom
- 2006: Wohnungsbau am Kaiserkai, HafenCity Hamburg[9]
- 2007: Bebauung Ericusspitze, HafenCity Hamburg
- 2008: Wohnbebauung „Bavariagelände“ in Hamburg-St. Pauli[10]
- 2008: Theaterwerkstätten der Landesbühnen Sachsen in Radebeul
- 2008: Reedereigebäude Rainvilleterrassen in Hamburg-Altona
- 2008: Kompetenzzentrum der Handwerkskammer Hamburg in Hamburg-Harburg[11]
- 2009: Landesgroßkrankenhaus in Camerano
- 2010: Neubau der medizinischen Kliniken im Klinikum Darmstadt (mit Erinnerungsstätte an die ehemalige Liberale Synagoge)[12][13]
- 2010: Schauspielhaus in Nürnberg[14]
- 2010: Neubau des Theaters Gütersloh
- 2010: Landesgroßkrankenhaus in Fermo
- 2011: Sanierung des „Großen Hauses“ des Düsseldorfer Schauspielhauses
- 2012: Congress Center in Padua / Padova
- 2013: Kulturkraftwerk Mitte in Dresden
- seit 2019: Sanierung und Erweiterung des Mainfranken Theaters in Würzburg

## Auszeichnungen
- 1984 Förderpreis des Landes Nordrhein-Westfalen für junge Künstler
- 1986 Förderpreis der Stadt Hamburg „Fritz-Schumacher-Preis“
- 1987 Preis des Bundesrepublik Deutschland
- 1989 Architekturpreis Recklinghausen Justizfortbildungs-Akademie Nordrhein-Westfalen
- 1997 „Auszeichnung Guter Bauten“ für das Verwaltungsgebäude in Witten
- 2000 Architektur-Kunst-Preis Neuer Sächsischer Kunstverein Dresden
- 2004 Thüringer Staatspreis für Architektur und Städtebau für das Opernhaus und Theater Erfurt
- 2007 Anerkennung Stiftungspreis 2007 „Lebendige Stadt“ für die Parkterrasse in Göhren
- 2007 Architekten- und Ingenieurverein Hamburg Bauwerk des Jahres 2007 für den Wohnungsbau auf dem Bavariagelände
- 2008 1. Preis für das Kompetenzzentrum Handwerkskammer Hamburg (Elbcampus), Jahrbuch „Architektur in Hamburg“, Beste Projekte 1989-2008
- 2008 BDA Hamburg Architekturpreis 2008 Würdigung für den Wohnungsbau in der Hafencity am Kaiserkai
- 2008 BDA Hamburg Architekturpreis / 3. Preis für den Wohnungsbau aus dem Bavariagelände
- 2010 BDA Hamburg Architekturpreis / 1. Preis für Elbcampus Handwerkskammer Hamburg
- 2017 Sächsischer Staatspreis für Baukultur für das Kulturkraftwerk Mitte

## Ausstellungen (Auswahl)
- 1987 Rom, Architekturgalerie SALA UNO: Jörg Friedrich: 5 Projekte
- 1994 Hamburg, Architekturgalerie Renate Kammer: Jörg Friedrich: Entwürfe und Projekte
- 1997 Hamburg, Freie Akademie der Künste: Luigi Snozzi – Urbanistische Projekte, Ideen und Arbeiten 1972-1997, Kurator
- 1997 Rotterdam, Galerie des Nederlands Architektuurinstituut
- 1998 Aachen, Neue Galerie der Sammlung Ludwig: Jörg Friedrich: Entwürfe und Zeichnungen
- 2001 Erfurt: Theatervision
- 2002 Beitrag Architekturbiennale in Venedig
- 2003 Hamburg, Museum für Hamburgische Geschichte: Der Traum der Stadt am Meer, Gestaltung und wissenschaftlicher Beirat
- 2003 Hamburger Architektur Sommer
- 2004 Hannover, Kestnergesellschaft: Radical City Vision
- 2004 Hannover, Kestnergesellschaft: Radical City Vision
- 2005 Deutsches Architekturmuseum: Giuseppe Terragni – Modelle einer Rationalen Architektur (Kurator)
- 2007 Deutsches Architekturmuseum Frankfurt: NEU BAU LAND. Architektur und Stadtumbau in den neuen Bundesländern

## Schriften (Auswahl)
- L'architettura della democrazia. In: ABITARE, N. 344 (1995).
- (als Hrsg. mit J. Christoph Bürkle): Luigi Snozzi, Städtebauen. Niggli Verlag, Zürich 1997.
- (als Hrsg. mit Dierk Kasper): Giuseppe Terragni. Modelle einer rationalen Architektur. Niggli Verlag, Zürich 1999.
- (als Hrsg.): Radical City Vision. Modelle einer Stadtplanung für Hannover. Niggli Verlag, Zürich 2002.
- (als Mitherausgeber): Refugees Welcome. Konzepte für eine menschenwürdige Architektur, Jovis Verlag, Berlin, 2015, ISBN 978-3-86859-378-5